# Phellodendron
Phellodendron är ett släkte av vinruteväxter. Phellodendron ingår i familjen vinruteväxter.
Kladogram enligt Catalogue of Life:
| Phellodendron | \| \| Phellodendron amurense \| \| \| \| \| \| Phellodendron chinense \| \| \| \| |
|               | \| \| Phellodendron amurense \| \| \| \| \| \| Phellodendron chinense \| \| \| \| |
|               | Phellodendron amurense                                                            |
|               |                                                                                   |
|               | Phellodendron chinense                                                            |
|               |                                                                                   |